# Saurauia hoeveniana
Saurauia hoeveniana är en tvåhjärtbladig växtart som beskrevs av Sijfert Hendrik Koorders. Saurauia hoeveniana ingår i släktet Saurauia och familjen Actinidiaceae. Inga underarter finns listade i Catalogue of Life.